# 佐竹義昭
佐竹義昭（1531年10月5日－1565年11月25日）是常陸的戰國大名。佐竹氏第17代當主。常陸太田城城主。幼名是德壽丸。別名次郎、義從。官位是右京大夫。兒子是佐竹義重。

## 生平
享祿4年（1531年）8月25日，作為第16代當主佐竹義篤的長男出生。
天文14年（1545年），因為父親義篤死去而繼任家督並成為第17代當主。此時的佐竹氏收拾內紛並支配著常陸北部而成長成戰國大名。因此努力向著常陸統一的目標來擴大勢力。
和小田政治一同與江戶忠通戰鬥並獲得勝利。弘治3年（1557年）在宇都宮氏的內紛爆發時，幫助當主宇都宮廣綱復歸宇都宮城，後來把女兒嫁給廣綱。永祿元年（1558年），岩城重隆侵攻常陸時，在小里擊破重隆，以婚姻關係為理由而有利地達成和睦。在永祿3年（1560年）攻擊結城晴朝並勝利，更進攻白河晴綱的寺山城並獲勝。永祿5年（1562年），與上杉輝虎（上杉謙信）締結同盟並攻向小山城。在這年把家督之位讓予長男義重並隱居，之後移至常陸府中城，但是仍然握有實權。
永祿6年（1563年），與那須資胤戰鬥並勝利，在永祿7年（1564年）受到與北條氏康和結城晴朝聯手的小田氏治攻撃，但是義昭與上杉謙信和宇都宮廣綱聯手反擊並向小田的領地侵攻並奪取小田城，追擊氏治到土浦城（小田城之戰）。而且乘機吞併繼室的家族大掾氏，把大掾氏併入自己的領下。
永祿8年（1565年）11月3日，統一常陸的目標幾乎達成時突然死去。享年35歲。因此佐竹氏統一常陸的時間被推遲。

## 人物・逸話
- 天文15年（1546年），關東管領上杉憲政在河越夜戰中被北條氏康大敗。憲政向當時在常陸擴大勢力的義昭請求，要把關東管領職和上杉氏的家名讓給義昭以換取保護（以前佐竹家曾在上杉家中迎入養子來繼承家督（第12代當主佐竹義人））。但是義昭雖然對關東管領職有興趣，不過身為清和源氏末裔的佐竹氏來說，繼承上杉氏的家名不太光彩，因而拒絕。

- 在年輕時就隱居的理由不明，但是在35歳就死去，應該是因為病弱的緣故。

## 接收偏讳的人物
- 和田昭为：家臣